# Timothé Cognat
Timothé Cognat, né le 25 janvier 1998 à Arnas, est un footballeur français. Il joue actuellement avec le Servette FC au poste de milieu de terrain.

## Biographie

### En club

#### Début à l'Olympique lyonnais (2011-2019)
Après être passé par l'UF Belleville-Saint-Jean-d'Ardières et le FC Villefranche, Timothé Cognat intègre le centre de formation de l'Olympique lyonnais en 2011.
Il fait ses débuts avec l'équipe réserve lors de la saison 2015-2016. L'Olympique lyonnais officialise la signature de son premier contrat professionnel le 14 juin 2018.

##### Prêt au Servette FC (2018-2019)
Timothé Cognat s'engage pour trois ans et part dans la foulée en prêt au Servette FC, en deuxième division suisse pour une saison. Il y joue ses premiers matchs professionnels et le club est sacré champion en fin de saison, permettant la remontée du club en Super League, la première division Suisse.

#### Servette FC (depuis 2019)
Le 28 juin 2019, il s'engage définitivement en faveur du Servette FC où il découvre la première division en tant que titulaire. Grâce à une belle saison pour sa remontée dans l'élite, le club se qualifie en Ligue Europa, Timothé Cognat joue donc ses premiers matchs européens lors des premiers tours de qualifications mais le club est éliminé par le Stade de Reims et n'atteint pas les phases de poule.
Lors de la saison 2023-2024, il découvre la Ligue des champions après avoir été vice-champion de Suisse en 2023. Il participe à l'épopée européenne du club, qui après avoir passé le premier tour, sont éliminés par les Glasgow Rangers mais reversé en phase de poule de Ligue Europa dans laquelle ils terminent troisième, synonyme de qualification en barrage de Conférence League et d'où ils sortent vainqueur avant de finalement s'incliné en huitième de finale contre le Viktoria Plzen. Cette même saison, il envoie son équipe en finale de Coupe de Suisse en marquant le seul but de la demi-finale contre le FC Winterthour à trois minutes de la fin du match alors que le club n'a plus joué de finale depuis plus de vingt-trois ans. Il remporte la Coupe de Suisse un mois plus tard, après une séance de tirs au but victorieux face au FC Lugano. 

### En sélection
Il porte pour la première fois le maillot de l'équipe de France U16 en octobre 2013 contre la Serbie et marque le quatrième but du match (4-0).
Il participe à l'Euro U17 en 2015 où la France se qualifie au second tour après trois victoires en trois matchs. Il est le capitaine de la sélection. La France sera ensuite championne d'Europe en battant l'Allemagne en finale (4-1) et après avoir éliminé l'Italie (3-0) en quart de finale et la Belgique (1-1, 2 à 1 aux tirs au but) en demi-finale.
En février 2016, il remporte avec l'équipe de France des moins de 18 ans, la Copa del Atlántico après avoir battu les îles Canaries (2-0), les États-Unis (5-0) et un match nul contre l'Espagne (0-0). Il est nommé meilleur joueur de la compétition.

## Statistiques détaillées
| Saison                | Club                  | Championnat           | Championnat | Championnat | Coupe(s) nationale(s) | Coupe(s) nationale(s) | Compétition(s) continentale(s) | Compétition(s) continentale(s) | Compétition(s) continentale(s) | Total | Total |
| Saison                | Club                  | Division              | M.          | B.          | M.                    | B.                    | Comp.                          | M.                             | B.                             | M.    | B.    |
| 2015-2016             | Olympique lyonnais B  | CFA                   | 8           | 1           | 2                     | 1                     | UYL                            | 6                              | 1                              | 16    | 3     |
| 2016-2017             | Olympique lyonnais B  | CFA                   | 17          | 4           | 2                     | 0                     | UYL                            | 6                              | 0                              | 25    | 4     |
| 2017-2018             | Olympique lyonnais B  | CFA                   | 21          | 4           | -                     | -                     | -                              | -                              | -                              | 21    | 4     |
| Total sur la carrière | Total sur la carrière | Total sur la carrière | 46          | 9           | 4                     | 1                     | -                              | 12                             | 1                              | 62    | 11    |

### Parcours professionnel
| Saison                | Club                  | Championnat           | Championnat | Championnat | Championnat | Coupe(s) nationale(s) | Coupe(s) nationale(s) | Coupe(s) nationale(s) | Compétition(s) continentale(s) | Compétition(s) continentale(s) | Compétition(s) continentale(s) | Compétition(s) continentale(s) | Total | Total | Total |
| Saison                | Club                  | Division              | M.          | B.          | P.d.        | M.                    | B.                    | P.d.                  | Comp.                          | M.                             | B.                             | P.d.                           | M.    | B.    | P.d.  |
| 2018-2019             | Servette FC           | Challenge League      | 35          | 2           | 6           | 2                     | 1                     | 0                     | -                              | -                              | -                              | -                              | 37    | 3     | 6     |
| 2019-2020             | Servette FC           | Super League          | 32          | 2           | 6           | -                     | -                     | -                     | -                              | -                              | -                              | -                              | 32    | 2     | 6     |
| 2020-2021             | Servette FC           | Super League          | 34          | 1           | 2           | 3                     | 1                     | 0                     | C3                             | 2                              | 0                              | 0                              | 39    | 2     | 2     |
| 2021-2022             | Servette FC           | Super League          | 30          | 5           | 1           | 2                     | 0                     | 1                     | C3                             | 2                              | 0                              | 0                              | 34    | 5     | 2     |
| 2022-2023             | Servette FC           | Super League          | 34          | 2           | 4           | 3                     | 0                     | 0                     | -                              | -                              | -                              | -                              | 37    | 2     | 4     |
| 2023-2024             | Servette FC           | Super League          | 38          | 4           | 4           | 6                     | 2                     | 0                     | C1+C3+C4                       | 4+6+4                          | 1+0+1                          | 1+0+0                          | 58    | 8     | 5     |
| 2024-2025             | Servette FC           | Super League          | 35          | 2           | 7           | 2                     | 0                     | 0                     | C3+C4                          | 2+2                            | 0                              | 0                              | 41    | 2     | 7     |
| 2025-2026             | Servette FC           | Super League          | 3           | 0           | 0           | -                     | -                     | -                     | C1+C3                          | 2+1                            | 0                              | 0                              | 6     | 0     | 0     |
| Total sur la carrière | Total sur la carrière | Total sur la carrière | 241         | 18          | 30          | 18                    | 4                     | 1                     | -                              | 25                             | 2                              | 1                              | 284   | 24    | 32    |

### En sélection nationale
| Saison                | Sélection             | Phases finales        | Phases finales | Phases finales | Éliminatoires | Éliminatoires | Matchs amicaux | Matchs amicaux | Total | Total |
| Saison                | Sélection             | Compétition           | M              | B              | M             | B             | M              | B              | M     | B     |
| --------------------- | --------------------- | --------------------- | -------------- | -------------- | ------------- | ------------- | -------------- | -------------- | ----- | ----- |
| 2013-2014             | France -16 ans        | -                     | -              | -              | -             | -             | 11             | 2              | 11    | 2     |
| 2014-2015             | France -17 ans        | UEFA Euro 2015        | 5              | 0              | 6             | 2             | 5              | 2              | 16    | 4     |
| 2015-2016             | France -18 ans        | Coupe du monde 2015   | 3              | 0              | -             | -             | 6              | 1              | 9     | 1     |
| 2016-2017             | France -19 ans        | UEFA Euro 2017        | -              | -              | 6             | 0             | 3              | 1              | 9     | 1     |
| Total sur la carrière | Total sur la carrière | Total sur la carrière | 8              | 0              | 12            | 2             | 25             | 6              | 45    | 8     |

## Palmarès

### En club
En prêt au Servette FC, il remporte le championnat suisse de deuxième division lors de la saison 2018-2019.
Il remporte également la Coupe de Suisse en 2024 et est vice-champion de Suisse en 2023 et 2025 avec le Servette FC.

### En sélection
Lors de l'été 2015, il remporte le championnat d'Europe U17 avec l'équipe de France en participant à l'intégralité des rencontres puis remporte le tournoi international de Lafarge Foot Avenir avec l'équipe de France U18 en septembre 2015.
En février 2016, il remporte avec l'équipe de France des moins de 18 ans, la Copa del Atlántico et est nommé meilleur joueur de la compétition.